# NGC 3829
إن جي سي 3829 التي يرمز لها بالرمز NGC 3829، هي مجرة، في كوكبة الدب الأكبر.

## الاكتشاف
اكتشفت في 14 أبريل 1789، بواسطة ويليام هيرشل.